# Корсёр
Корсёр (дат. Korsør) — город в коммуне Слагельсе области Зеландия (Дания).
Расположен над проливом Большой Бельт в 110 км юго-западнее столицы государства — Копенгагена рядом с известным, третьим в мире по длине пролёта мостом Большой Бельт, соединяющим острова Зеландия и Фюн.
Порт. Корсёр — место базирования 2-й эскадры Королевских военно-морских сил Дании.

## История
Город основан в 1241 году.

## Демография
- 2006 — 14.850 чел.
- 2008 — 14.659 чел.
- 2010 — 14.439 чел.

Население на 01.01.2013 года — 14 501 человек.

## Города-побратимы
- Полице (Польша)
- Мутала (Швеция)

## Известные уроженцы и жители
- Баггесен, Иенс (1764—1826) — датский поэт.
- Нильсен, Брайан (р. 1965) — датский боксёр, призёр Олимпийских игр и чемпионата Европы. Чемпион мира по версии IBO (1996—1999), IBC (2000—2001).
- Лине Крузе (р. 1982) — модель, Miss World 2007.

## Галерея

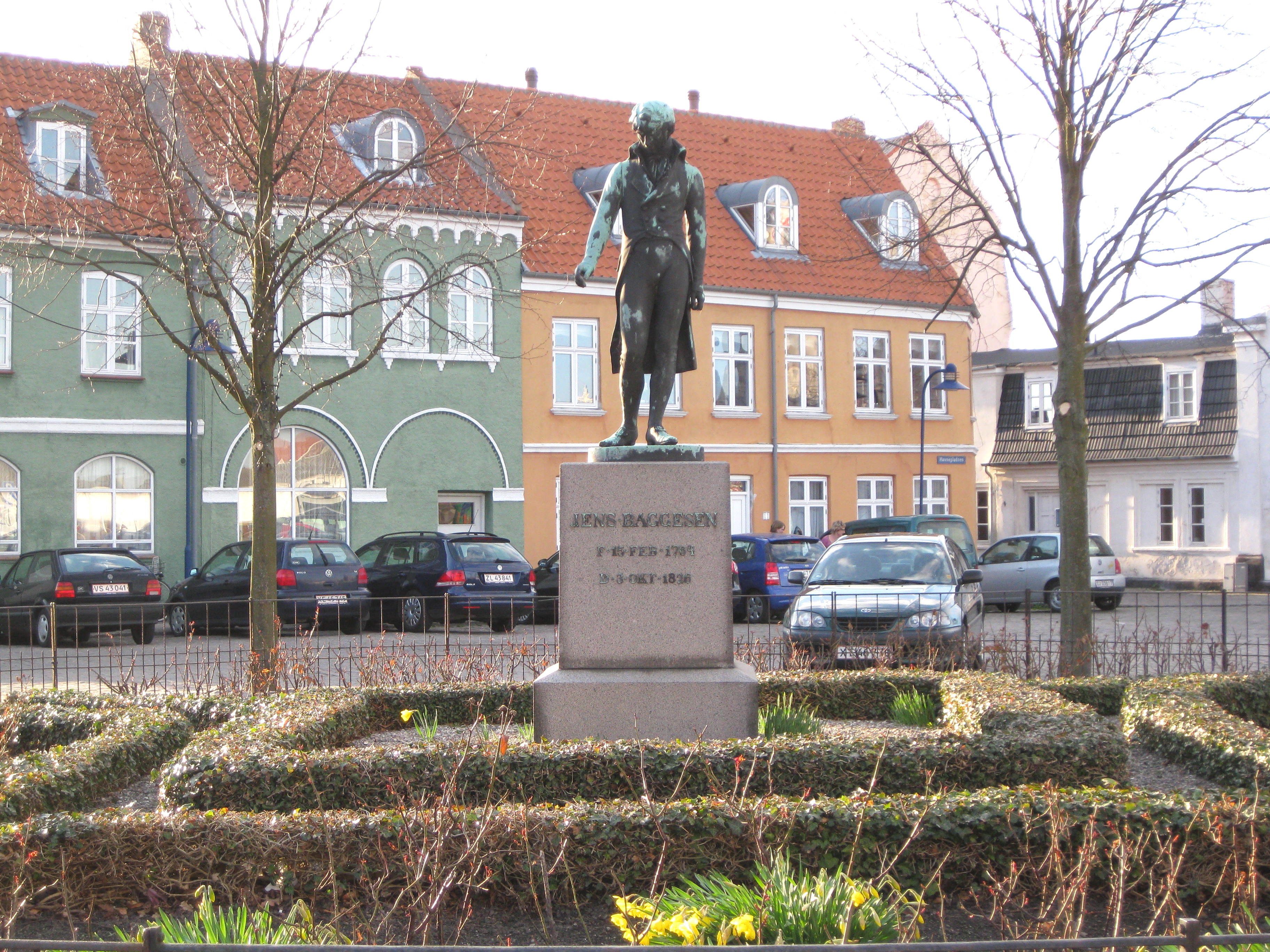
Памятник Иенсу Баггесену
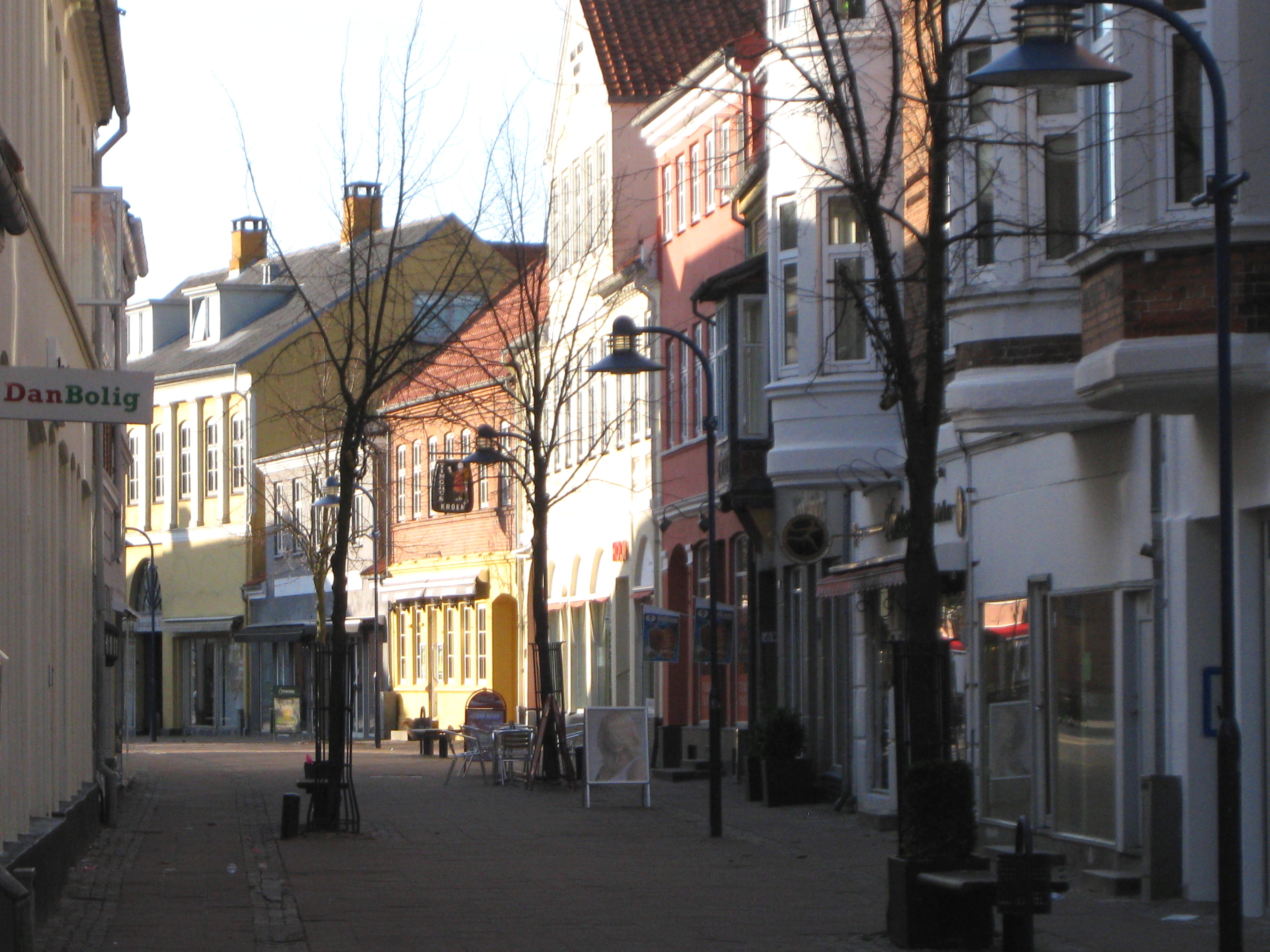
Пешеходная улица
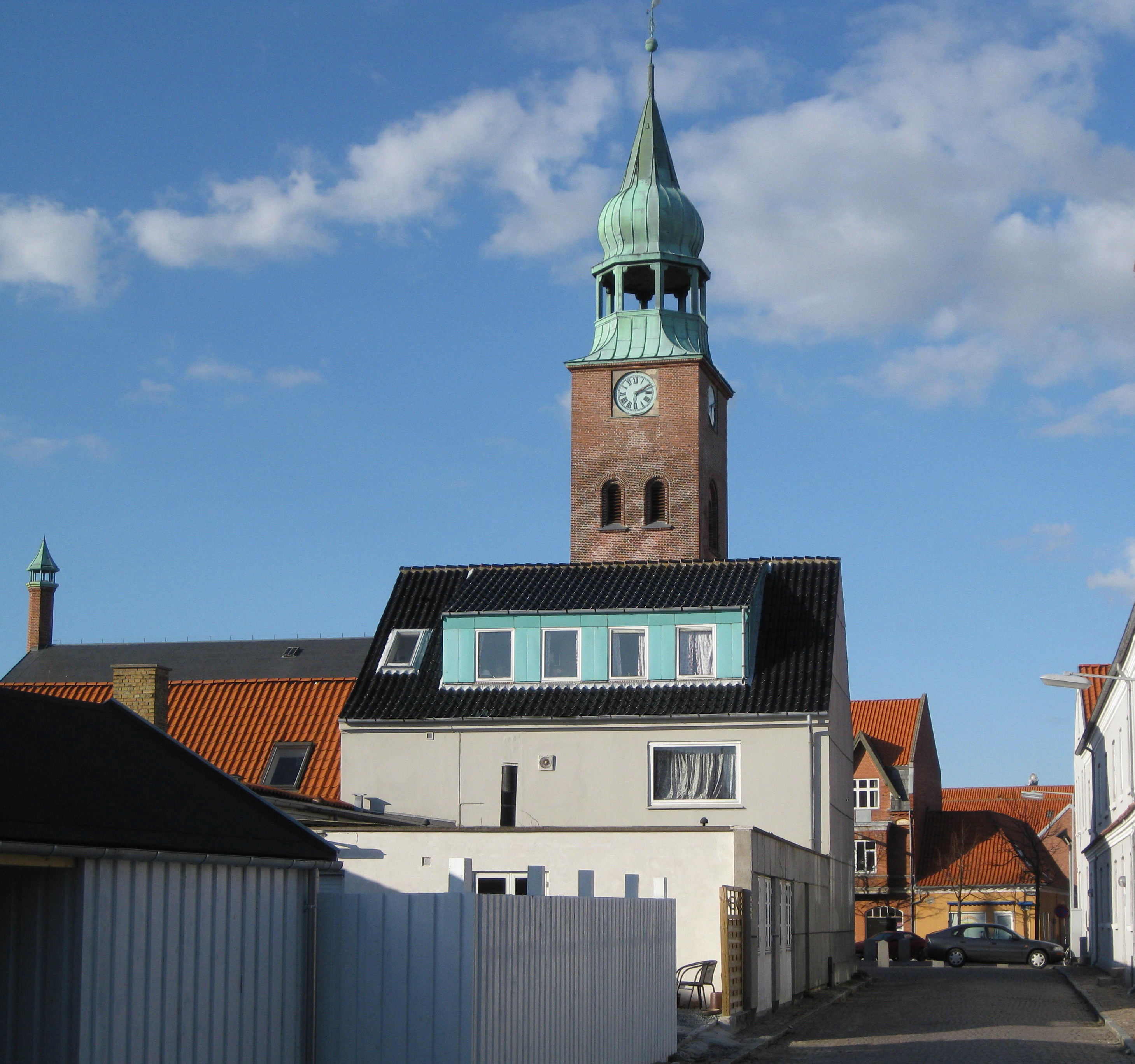
Главная городская церковь
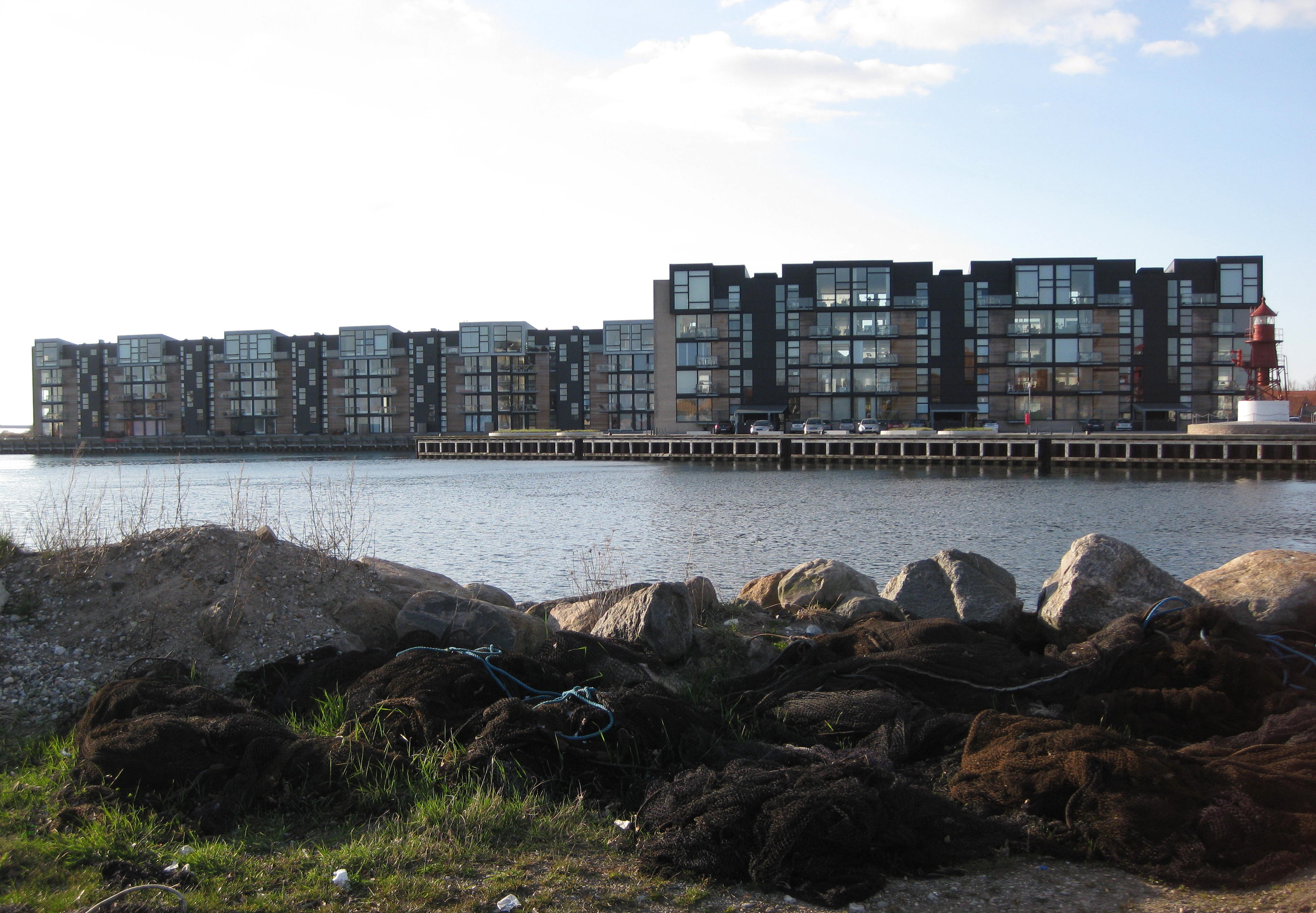
Новостройки города
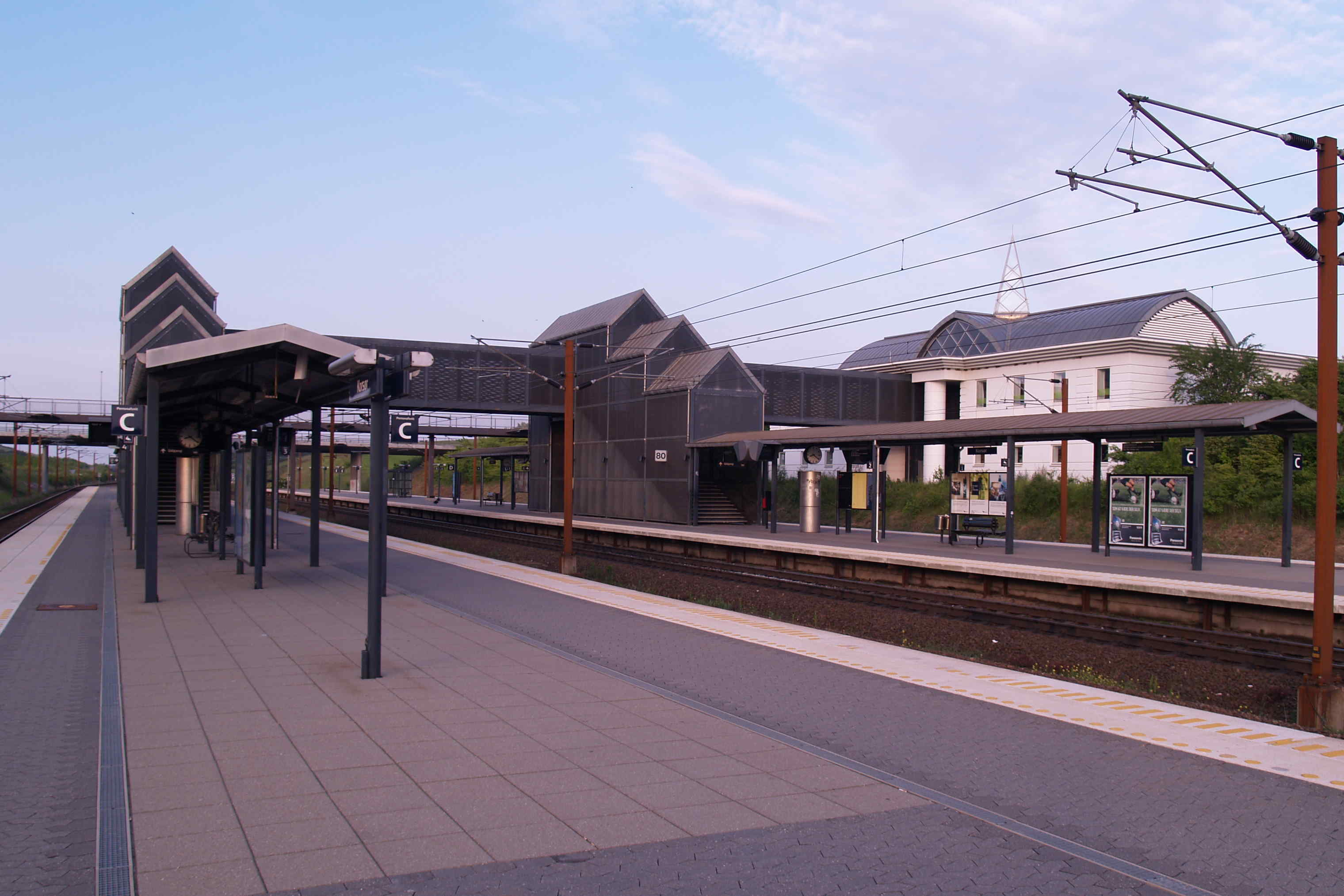
Железнодорожная станция